# Sebastiano Dho
Sebastiano Dho (Frabosa Soprana, 16 maggio 1935 – Mondovì, 31 agosto 2021) è stato un vescovo cattolico italiano.

## Biografia
Nacque a Frabosa Soprana, in provincia di Cuneo e diocesi di Mondovì, il 16 maggio 1935.
Il 29 giugno 1958 fu ordinato presbitero.

### Ministero episcopale
Il 5 luglio 1986 papa Giovanni Paolo II lo nominò vescovo di Saluzzo; succedette ad Antonio Fustella, deceduto il 5 febbraio precedente. Ricevette l'ordinazione episcopale il 24 agosto, nella cattedrale di Saluzzo, dal cardinale Anastasio Alberto Ballestrero, arcivescovo di Torino, co-consacranti Massimo Giustetti, vescovo di Mondovì, e l'arcivescovo Giulio Einaudi, pro-nunzio apostolico a Cuba. Durante la stessa celebrazione prese possesso della diocesi.
Il 3 luglio 1993 lo stesso papa lo trasferì alla diocesi di Alba, dove succedette a Giulio Nicolini, precedentemente nominato vescovo di Cremona. L'11 settembre seguente prese possesso della diocesi.
Il 28 giugno 2010 papa Benedetto XVI accolse la sua rinuncia, presentata per raggiunti limiti d'età, al governo pastorale della diocesi di Alba; gli succedette Giacomo Lanzetti, fino ad allora vescovo di Alghero-Bosa. Rimase amministratore apostolico della diocesi fino all'ingresso del successore, avvenuto il 4 ottobre seguente.
Da vescovo emerito si ritirò a Mondovì, dapprima presso il seminario, poi all'Istituto "Santa Teresa", dove morì il 31 agosto 2021, all'età di 86 anni. Dopo le esequie, celebrate il 2 settembre dall'arcivescovo di Torino Cesare Nosiglia nella cattedrale di Alba, fu sepolto nella cripta dello stesso edificio.

## Genealogia episcopale
La genealogia episcopale è:
- Cardinale Scipione Rebiba
- Cardinale Giulio Antonio Santori
- Cardinale Girolamo Bernerio, O.P.
- Arcivescovo Galeazzo Sanvitale
- Cardinale Ludovico Ludovisi
- Cardinale Luigi Caetani
- Cardinale Ulderico Carpegna
- Cardinale Paluzzo Paluzzi Altieri degli Albertoni
- Papa Benedetto XIII
- Papa Benedetto XIV
- Cardinale Enrico Enriquez
- Arcivescovo Manuel Quintano Bonifaz
- Cardinale Buenaventura Córdoba Espinosa de la Cerda
- Cardinale Giuseppe Maria Doria Pamphilj
- Papa Pio VIII
- Papa Pio IX
- Cardinale Alessandro Franchi
- Cardinale Giovanni Simeoni
- Cardinale Antonio Agliardi
- Cardinale Basilio Pompilj
- Cardinale Adeodato Piazza, O.C.D.
- Cardinale Sebastiano Baggio
- Cardinale Anastasio Alberto Ballestrero, O.C.D.
- Vescovo Sebastiano Dho